# Salamandra salamandra gallaica
Salamandra salamandra gallaica é uma subespécie de anfíbio caudado pertencente à família Salamandridae.
É uma das subespécies de salamandra-de-fogo existentes em Portugal. Ocorre também na Galiza.
Possui o corpo negro com manchas amarelas em forma de ferradura, anel ou arabesco, no centro das quais por vezes ocorre uma pinta avermelhada.